# Ștefan Pănoiu
Ștefan Călin Pănoiu (Râmnicu Vâlcea, 23 settembre 2002) è un calciatore rumeno, centrocampista del Botoșani.

## Carriera

### Club
Cresciuto nel settore giovanile di Hidro Râmnicu Vâlcea e Râmnicu Vâlcea, nel 2018 viene acquistato dal Rapid Bucarest, con cui compie la scalata dalla terza divisione alla massima serie rumena nel giro di tre anni. Esordisce in Liga I il 18 luglio 2021, in occasione dell'incontro vinto per 1-0 contro il Chindia Târgoviște. Realizza la sua prima rete in campionato un mese dopo, nella vittoria in trasferta contro l'Argeș Pitești.

### Nazionale
Ha rappresentato le nazionali giovanili rumene Under-19 ed Under-20.

## Statistiche

### Presenze e reti nei club
Statistiche aggiornate al 13 agosto 2022.
| Stagione        | Squadra         | Campionato      | Campionato | Campionato | Coppe nazionali | Coppe nazionali | Coppe nazionali | Coppe continentali | Coppe continentali | Coppe continentali | Altre coppe | Altre coppe | Altre coppe | Totale | Totale |
| Stagione        | Squadra         | Comp            | Pres       | Reti       | Comp            | Pres            | Reti            | Comp               | Pres               | Reti               | Comp        | Pres        | Reti        | Pres   | Reti   |
| --------------- | --------------- | --------------- | ---------- | ---------- | --------------- | --------------- | --------------- | ------------------ | ------------------ | ------------------ | ----------- | ----------- | ----------- | ------ | ------ |
| 2018-2019       | Rapid Bucarest  | L3              | 4          | 0          | CR              | 0               | 0               |                    | -                  | -                  |             | -           | -           | 4      | 0      |
| 2019-2020       | Rapid Bucarest  | L2              | 12         | 0          | CR              | 1               | 0               |                    | -                  | -                  |             | -           | -           | 13     | 0      |
| 2020-2021       | Rapid Bucarest  | L2              | 26         | 3          | CR              | 0               | 0               |                    | -                  | -                  |             | -           | -           | 26     | 3      |
| 2021-2022       | Rapid Bucarest  | L1              | 24         | 1          | CR              | 1               | 0               |                    | -                  | -                  |             | -           | -           | 25     | 1      |
| 2022-2023       | Rapid Bucarest  | L1              | 4          | 0          | CR              | 0               | 0               |                    | -                  | -                  |             | -           | -           | 4      | 0      |
| Totale carriera | Totale carriera | Totale carriera | 70         | 4          |                 | 2               | 0               |                    | -                  | -                  |             | -           | -           | 72     | 4      |

## Palmarès

### Club

#### Competizioni nazionali
- Liga III: 1

Rapid Bucarest: 2018-2019